# Liste der Brücken in Venedig
Es gibt 467 Brücken im Historischen Stadtkern von Venedig, von denen 108 in privater Hand sind. Alle öffentlich zugängliche Brücken haben eigene Namen, die privaten dagegen nicht. Die Brücken sind (fast) ausschließlich Bogenbrücken, sowie – mit einer Ausnahme (Freiheitsbrücke) – mit Stufen versehene Fußgängerbrücken.
Die Brücken bilden ein wesentliches Element im innerstädtischen Fußgängerverkehr, stellen sie doch neben Gondel und Vaporetto die Verbindung der meisten der 127 Altstadtinseln von Venedig untereinander dar. Deren eigentliche Verkehrswege sind traditionell das Geflecht der Kanäle (italienisch canali, Singular canale) und die kleineren Rii (Singular rio), hier wird als Oberbegriff dafür die Bezeichnung Wasserwege in Venedig verwendet.

## Bildergalerie

Ponte di Rialto (Rialtobrücke)
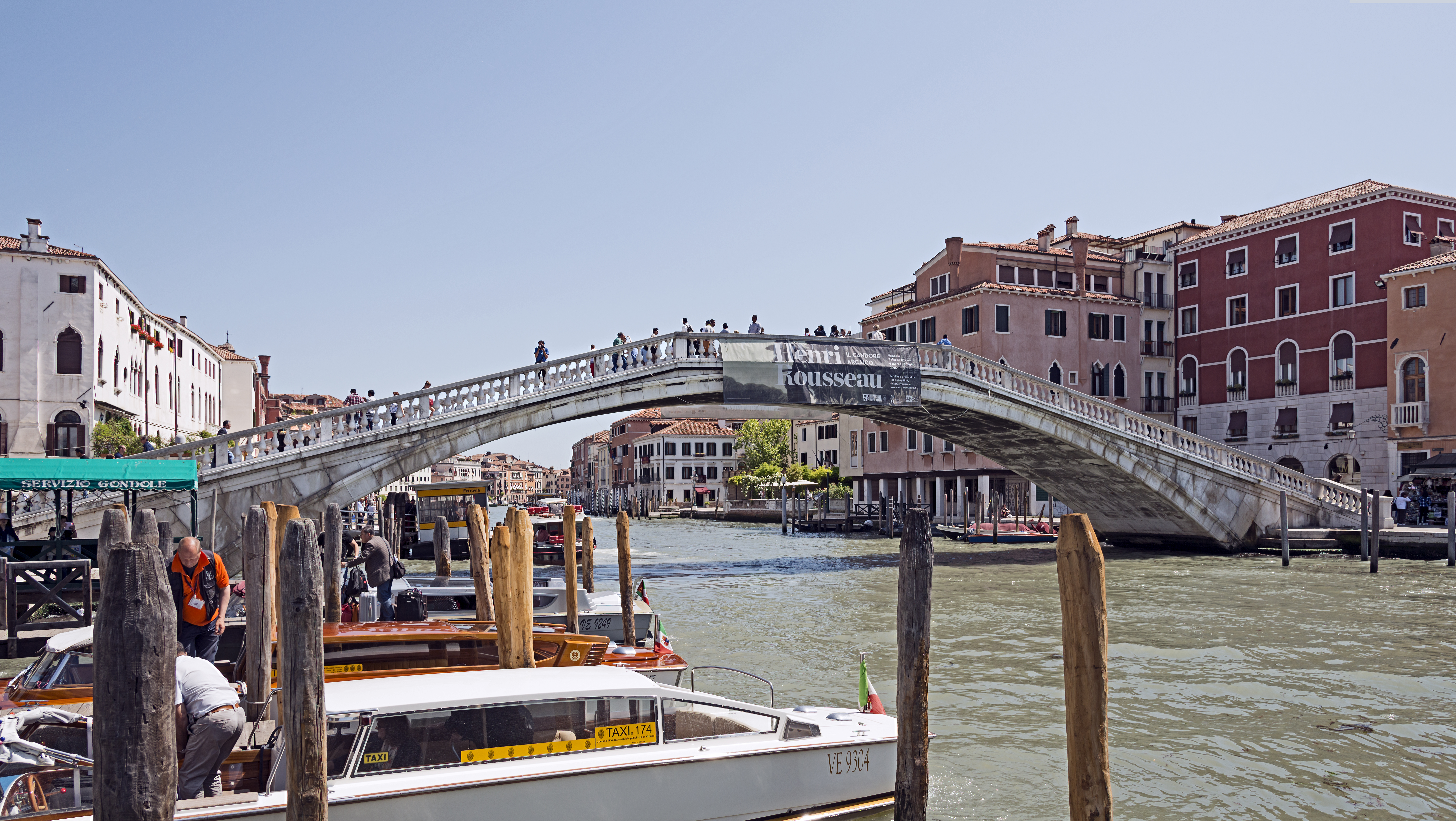
Ponte degli Scalzi (Scalzi-Brücke)
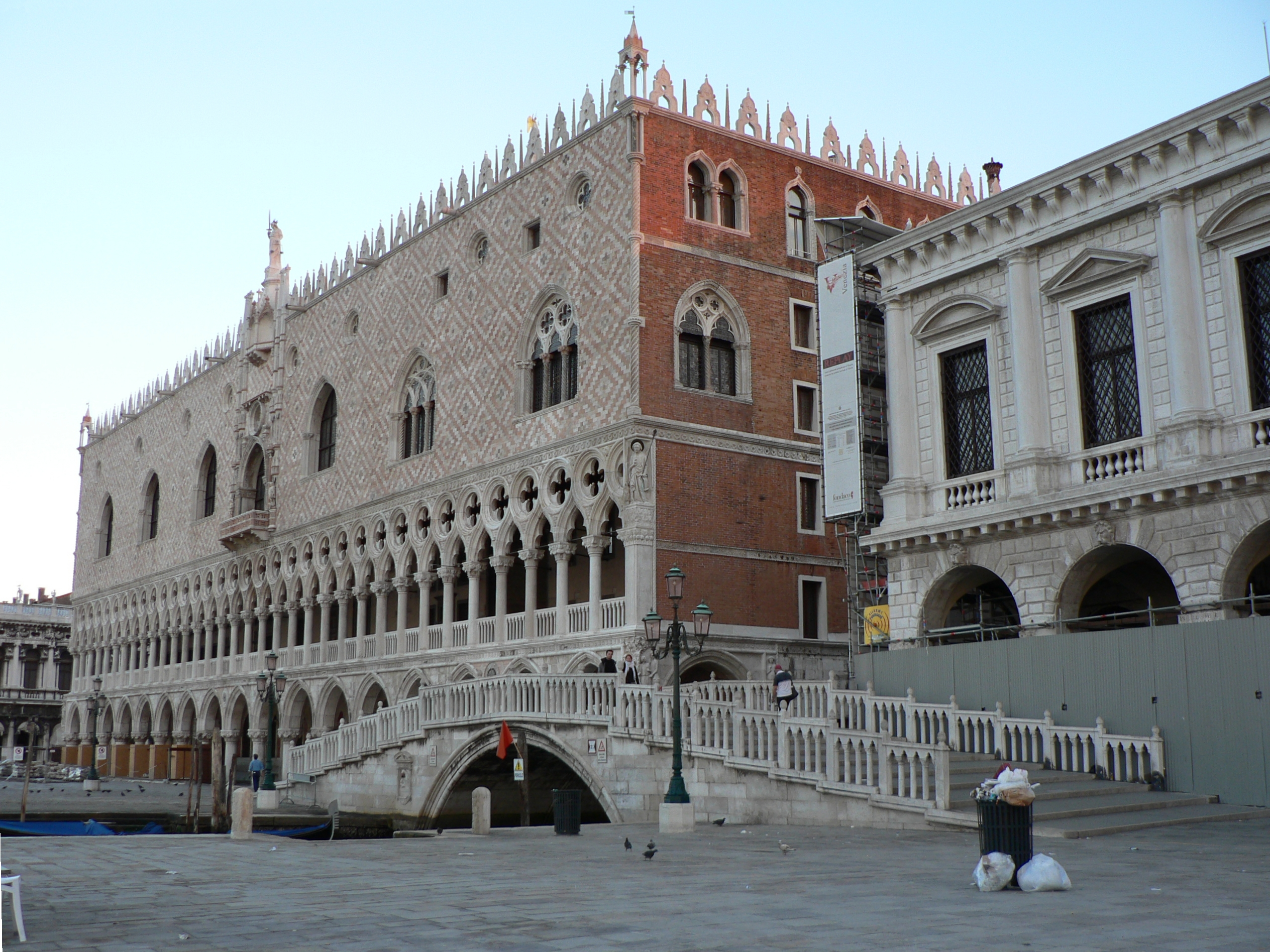
Ponte della Paglia
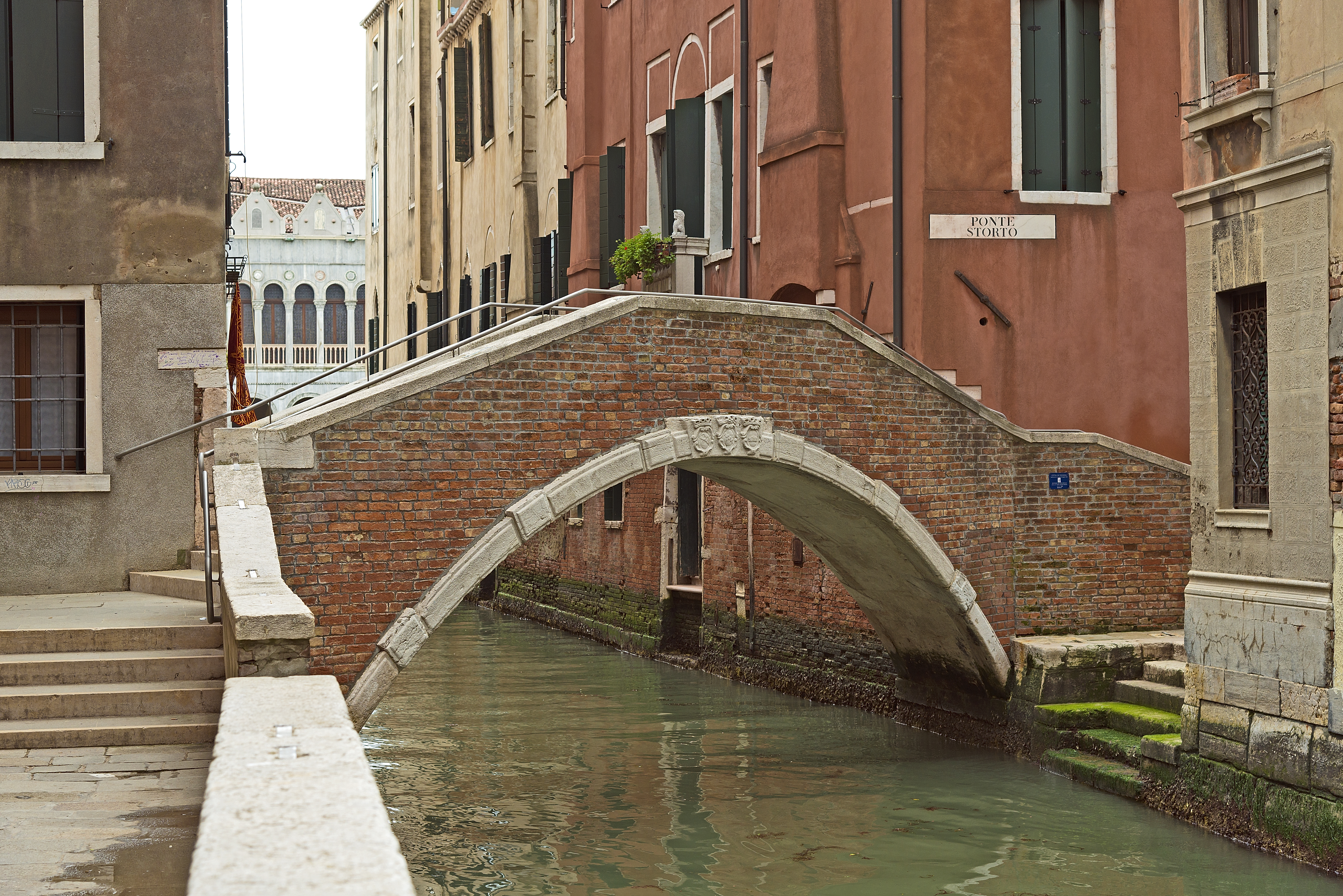
Ponte Storto (Schräge Brücke)

## Tabelle
Die nachstehende Tabelle weist die 359 öffentlich zugänglichen Brücken im historischen Stadtzentrum von Venedig nach. Die Nummerierung durch die Stadt Venedig erfolgt unter Einschluss der hier nicht aufgeführten privaten Brücken von 0 bis 466:
| Nr. | Brücke                                           | Kanal                                    | Sest. 1 | Baujahr | Material                           | Bogenform                |
| --- | ------------------------------------------------ | ---------------------------------------- | ------- | ------- | ---------------------------------- | ------------------------ |
| 0   | Ponte San Biagio                                 | Rio di San Biagio                        | GD      | ...     | ...                                | ...                      |
| 3   | Ponte dell’Accademia                             | Canal Grande                             | SM      | 1933    | Holz/Metall                        | abgesenkter Segmentbogen |
| 4   | Ponte di Rialto                                  | Canal Grande                             | SP/SM   | 1591    | ...                                | ...                      |
| 5   | Ponte degli Scalzi                               | Canal Grande                             | CN      | 1934    | Istrischer Stein                   | abgesenkter Segmentbogen |
| 10  | Ponte de l’Olio                                  | Rio del Fontego dei Tedeschi             | CN      | 1690    | Ziegel/Istrischer Stein            | Segmentbogen             |
| 11  | Ponte dei Pignoli                                | Rio dei Bareteri                         | SM      | 1767    | Istrischer Putz/Steinziegel        | Segmentbogen             |
| 12  | Ponte dei Bareteri                               | Rio dei Bareteri                         | SM      | 1509    | Ziegel/Istrischer Stein            | Segmentbogen             |
| 14  | Ponte de le Pignate                              | Rio dei Scoacamini                       | SM      | 1933    | Ziegel/Istrischer Stein            | Segmentbogen             |
| 15  | Ponte Manin                                      | Rio de San Salvador                      | SM      | 1409    | Ziegel/Istrischer Stein            | Segmentbogen             |
| 16  | Ponte del Lovo                                   | Rio de San Salvador                      | SM      | 1769    | Ziegel/Istrischer Stein            | Segmentbogen             |
| 17  | Ponte de le Balote                               | Rio de San Salvador                      | SM      | 1725    | Ziegel/Istrischer Stein            | Segmentbogen             |
| 18  | Ponte dei Fuseri                                 | Rio dei Fuseri                           | SM      | 1755    | Ziegel/Istrischer Stein            | Segmentbogen             |
| 19  | Ponte de le Colonne                              | Rio dei Fuseri                           | SM      | 1790    | Istrischer Putz/Steinziegel        | Segmentbogen             |
| 20  | Ponte Carlo Goldoni                              | Rio dei Fuseri                           | SM      | 1909    | Ziegel/Istrischer Stein            | abgesenkter Segmentbogen |
| 21  | Ponte dei Ferai                                  | Rio dei Ferali                           | SM      | 1350    | Ziegel/Istrischer Stein            | Segmentbogen             |
| 23  | Ponte del Cavaletto                              | Rio de le Procuratie                     | SM      | 1769    | Ziegel/Istrischer Stein            | Segmentbogen             |
| 25  | Ponte dei Dai                                    | Rio de le Procuratie                     | SM      | 1869    | Ziegel/Istrischer Stein            | Segmentbogen             |
| 26  | Ponte Tron o de la Piavola                       | Rio e Bacino Orseolo                     | SM      | 1897    | Ziegel/Istrischer Stein            | Segmentbogen             |
| 27  | Ponte de l’Accadamia dei Pittori                 | Rio de la Luna o dei Giardinetti         | SM      | 1933    | Istrischer Putz/Steinziegel        | Segmentbogen             |
| 30  | Ponte piano della Zecca                          | Rio de la Luna o dei Giardinetti         | SM      | 1871    | Holz/Metall                        | Flachbogen               |
| 31  | Ponte San Moisè                                  | Rio de San Moisè                         | SM      | 1880    | Ziegel/Istrischer Stein            | Segmentbogen             |
| 32  | Ponte de Piscina                                 | Rio dei Barcaroli                        | SM      | 1842    | Ziegel/Istrischer Stein            | polyzentrisch            |
| 33  | Ponte dei Barcaroli                              | Rio dei Barcaroli                        | SM      | 1500    | Ziegel/Istrischer Stein            | Segmentbogen             |
| 34  | Ponte de la Cortesia                             | Rio de San Luca                          | SM      | 1700    | Ziegel/Istrischer Stein            | Segmentbogen             |
| 35  | Ponte San Paternian                              | Rio de San Luca                          | SM      | 1746    | Ziegel/Istrischer Stein            | Segmentbogen             |
| 36  | Ponte del Teatro                                 | Rio de San Luca                          | SM      | 1809    | Metall                             | abgesenkter Segmentbogen |
| 37  | Ponte de la Veste                                | Rio de la Veste                          | SM      | 1750    | Istrischer Putz/Steinziegel        | abgesenkter Segmentbogen |
| 39  | Ponte de le Ostreghe                             | Rio de l’Alboro o de le Ostreghe         | SM      | 1860    | Ziegel/Istrischer Stein            | Segmentbogen             |
| 40  | Ponte de la Fenice                               | Rio de la Veste                          | SM      | 1792    | Ziegel/Istrischer Stein            | polyzentrisch            |
| 41  | Ponte Duodo o Barbarigo                          | Rio de Santa Maria Zobenigo              | SM      | ...     | Istrischer Putz/Steinziegel        | Segmentbogen             |
| 42  | Ponte de la Feltrina                             | Rio de Santa Maria Zobenigo              | SM      | 1500    | Istrischer Putz/Steinziegel        | irregulär                |
| 43  | Ponte Storto                                     | Rio de Santa Maria Zobenigo              | SM      | 1767    | Ziegel/Istrischer Stein            | Segmentbogen             |
| 44  | Ponte Storto (dei Calegheri)                     | Rio Menuo o de la Verona                 | SM      | 1779    | Istrischer Putz/Steinziegel        | Segmentbogen             |
| 45  | Ponte San Cristoforo                             | Rio de la Veste                          | SM      | 1792    | Istrischer Putz/Steinziegel        | irregulär                |
| 46  | Ponte de la Malvasia Vecchia                     | Rio Menuo o de la Verona                 | SM      | 1800    | Istrischer Putz/Steinziegel        | Segmentbogen             |
| 47  | Ponte de la Verona                               | Rio Menuo o de la Verona                 | SM      | 1864    | Istrischer Putz/Steinziegel        | Segmentbogen             |
| 48  | Ponte Zaguri                                     | Rio de San Maurizio                      | SM      | 1853    | Ziegel/Istrischer Stein            | Segmentbogen             |
| 49  | Ponte de la Malvasia Vecchia                     | Rio de San Maurizio e rio Malatin        | SM      | 1858    | Metall                             | Segmentbogen             |
| 50  | Ponte San Maurizio                               | Rio del Santissimo                       | SM      | 1866    | Ziegel/Istrischer Stein            | Segmentbogen             |
| 54  | Ponte dei Frati                                  | Rio de San Anzolo                        | SM      | 1876    | Ziegel/Istrischer Stein            | abgesenkter Segmentbogen |
| 56  | Ponte del Pestrin                                | Rio de Ca’ Garzoni                       | SM      | 1920    | Metall                             | Flachbogen               |
| 57  | Ponte de la Piscina San Samuele                  | Rio de Ca’ Garzoni                       | SM      | 1970    | Metall                             | Flachbogen               |
| 58  | Ponte de l’Albero                                | Rio de Ca’ Corner                        | SM      | 1950    | Ziegel/Istrischer Stein            | polyzentrisch            |
| 59  | Ponte Michiel                                    | Rio de Ca’ Michiel                       | SM      | 1700    | Ziegel/Istrischer Stein            | Segmentbogen             |
| 60  | Ponte delle Scuole                               | Rio del Duca e de San Vidal              | SM      | 1895    | Metall                             | Segmentbogen             |
| 62  | Ponte Giustiniani                                | Rio del Duca e de San Vidal              | SM      | 1872    | Istrischer Putz/Steinziegel        | polyzentrisch            |
| 65  | Ponte Vitturi                                    | Rio del Duca e de San Vidal              | SM      | ...     | Metall/Ziegel/Asphalt/Istrischer   | abgesenkter Segmentbogen |
| 67  | Ponte della Paglia                               | Rio de la Canonica o de Palazzo          | SM      | ...     | Ziegel/Istrischer Stein            | Segmentbogen             |
| 69  | Ponte de la Canonica                             | Rio de la Canonica o de Palazzo          | SM      | ...     | Ziegel/Istrischer Stein            | Segmentbogen             |
| 72  | Ponte del Remedio                                | Rio de la Canonica o de Palazzo          | CS      | ...     | Istrischer Putz/Steinziegel        | Segmentbogen             |
| 73  | Ponte de l’Anzolo                                | Rio de San Zulian                        | CS      | ...     | Istrischer Putz/Steinziegel        | Segmentbogen             |
| 74  | Ponte de la Guerra                               | Rio de San Zulian                        | CS      | ...     | Istrischer Putz/Steinziegel        | Segmentbogen             |
| 75  | Ponte de Ca’ Balbi                               | Rio de San Zulian                        | CS      | ...     | Ziegel/Istrischer Stein            | Segmentbogen             |
| 76  | Ponte de la Malvasia                             | Rio de San Zulian                        | CS      | ...     | Metall/Asphalt                     | Flachbogen               |
| 77  | Ponte de la Fava                                 | Rio de la Fava                           | SM      | ...     | Ziegel/Istrischer Stein            | Segmentbogen             |
| 78  | Ponte Sant’Antonio                               | Rio de la Fava                           | SM      | ...     | Ziegel/Istrischer Stein            | Segmentbogen             |
| 79  | Ponte del Teatro o Marco Polo                    | Rio de San Lio                           | CN      | ...     | Ziegel/Istrischer Stein            | abgesenkter Segmentbogen |
| 80  | Ponte del Cristo                                 | Rio de la Panada                         | CN      | ...     | Ziegel/Istrischer Stein            | Segmentbogen             |
| 81  | Ponte Rosso                                      | Rio dei Mendicanti o de San Zanipolo     | CN      | ...     | Ziegel/Istrischer Stein            | Segmentbogen             |
| 82  | Ponte Cavallo                                    | Rio dei Mendicanti o de San Zanipolo     | CN      | ...     | Istrischer Putz/Steinziegel        | Segmentbogen             |
| 83  | Ponte della cavana dell’Ospedale                 | Rio dei Mendicanti o de San Zanipolo     | CS      | ...     | Metall                             | Segmentbogen             |
| 84  | Ponte dei Mendicanti                             | Rio dei Mendicanti o de San Zanipolo     | CN      | ...     | Ziegel/Istrischer Stein            | polyzentrisch            |
| 85  | Ponte del Vin                                    | Rio del Vin                              | CS      | ...     | Ziegel/Istrischer Stein            | Segmentbogen             |
| 87  | Ponte San Provolo                                | Rio del Vin                              | CS      | ...     | Ziegel/Istrischer Stein            | Segmentbogen             |
| 88  | Ponte dei Carmini                                | Rio de San Provolo o de l’Osmarin        | CS      | ...     | Istrischer Putz/Steinziegel        | Segmentbogen             |
| 89  | Ponte del Diavolo                                | Rio de San Provolo o de l’Osmarin        | CS      | ...     | Ziegel/Istrischer Stein            | Segmentbogen             |
| 90  | Ponte de l’Osmarin                               | Rio de San Provolo o de l’Osmarin        | CS      | ...     | Istrischer Putz/Steinziegel        | Rundbogen                |
| 91  | Ponte de la Corona                               | Rio de SanZaninovo e del Remedio         | CS      | ...     | Metall                             | abgesenkter Segmentbogen |
| 92  | Ponte Storto                                     | Rio de SanZaninovo e del Remedio         | CS      | ...     | Ziegel/Istrischer Stein            | Rundbogen                |
| 96  | Ponte Pasqualigo e Avogardo                      | Rio de Santa Maria Formosa               | CS      | ...     | Ziegel/Istrischer Stein            | Segmentbogen             |
| 97  | Ponte Avogadro                                   | Rio de Santa Maria Formosa               | CS      | ...     | Ziegel/Istrischer Stein            | Segmentbogen             |
| 98  | Ponte Querini                                    | Rio de Santa Maria Formosa               | CS      | ...     | Ziegel/Istrischer Stein            | Segmentbogen             |
| 103 | Ponte de Ruga Giuffa                             | Rio de Santa Maria Formosa               | CS      | ...     | Istrischer Putz/Steinziegel        | Segmentbogen             |
| 105 | Ponte de le Bande o de S. Barb                   | Rio del Mondo Novo                       | CS      | ...     | Istrischer Putz/Steinziegel        | Segmentbogen             |
| 106 | Ponte del Mondo Novo                             | Rio del Mondo Novo                       | CS      | ...     | Istrischer Putz/Steinziegel        | Segmentbogen             |
| 107 | Ponte del Paradiso                               | Rio del Mondo Novo                       | CS      | ...     | Ziegel/Istrischer Stein            | Segmentbogen             |
| 108 | Ponte Marcello                                   | Rio del Piombo                           | CS      | ...     | Istrischer Putz/Steinziegel        | Segmentbogen             |
| 112 | Ponte del Pistor                                 | Rio del Piombo                           | CS      | ...     | Ziegel/Istrischer Stein            | Segmentbogen             |
| 113 | Ponte dei Preti                                  | Rio del Pestrin                          | CS      | ...     | Ziegel/Istrischer Stein            | Segmentbogen             |
| 114 | Ponte Borgoloco                                  | Rio del Pestrin                          | CS      | ...     | Ziegel/Istrischer Stein            | Segmentbogen             |
| 115 | Ponte Minich                                     | Rio del Pestrin                          | CS      | ...     | Ziegel/Istrischer Stein            | Segmentbogen             |
| 116 | Ponte dei Consafelzi                             | Rio del Pestrin                          | CS      | ...     | Metall                             | abgesenkter Segmentbogen |
| 117 | Ponte de l’Ospedaletto                           | Rio de San Giovanni Laterano             | CS      | ...     | Ziegel/Istrischer Stein            | polyzentrisch            |
| 119 | Ponte Muazzo                                     | Rio de San Giovanni Laterano             | CS      | ...     | Ziegel/Istrischer Stein            | Segmentbogen             |
| 120 | Ponte Tetta                                      | Rio de la Tetta                          | CS      | ...     | Ziegel/Istrischer Stein            | abgesenkter Segmentbogen |
| 121 | Ponte Cappello                                   | Rio de la Tetta                          | CS      | ...     | Istrischer Putz/Steinziegel        | Spitzbogen               |
| 122 | Ponte SanSevero                                  | Rio de San Severo                        | CS      | ...     | Ziegel/Istrischer Stein            | Segmentbogen             |
| 123 | Ponte Novo de San Severo                         | Rio de San Severo                        | CS      | ...     | Ziegel/Istrischer Stein            | Segmentbogen             |
| 124 | Ponte Cavagnis                                   | Rio de San Severo                        | CS      | ...     | Ziegel/Istrischer Stein            | Segmentbogen             |
| 125 | Ponte de la Pietà                                | Rio dei Greci                            | CS      | ...     | Ziegel/Istrischer Stein            | polyzentrisch            |
| 126 | Ponte dei Greci                                  | Rio de San Lorenzo                       | CS      | ...     | Istrischer Putz/Steinziegel        | abgesenkter Segmentbogen |
| 127 | Ponte Lion                                       | Rio de San Lorenzo                       | CS      | ...     | Ziegel/Istrischer Stein            | abgesenkter Segmentbogen |
| 128 | Ponte San Lorenzo                                | Rio de San Lorenzo                       | CS      | ...     | Ziegel/Istrischer Stein            | abgesenkter Segmentbogen |
| 129 | Ponte del (San) Sepolcro                         | Rio de la Pietà                          | CS      | ...     | Istrischer Putz/Steinziegel        | Segmentbogen             |
| 130 | Ponte drio La Pietà                              | Rio de la Pietà                          | CS      | ...     | Istrischer Putz/Steinziegel        | Segmentbogen             |
| 131 | Ponte Sant’Antonin                               | Rio de Sant’Antonin                      | CS      | ...     | Istrischer Putz/Steinziegel        | Segmentbogen             |
| 132 | Ponte de la Comenda                              | Rio de Sant’Antonin                      | CS      | ...     | Ziegel/Istrischer Stein            | Segmentbogen             |
| 133 | Ponte de la Corte Nova                           | Rio de Sant’Antonin                      | CS      | ...     | Ziegel/Istrischer Stein            | Segmentbogen             |
| 135 | Ponte Santa Giustina                             | Rio de Santa Giustina                    | CS      | ...     | Istrischer Putz/Steinziegel        | Segmentbogen             |
| 136 | Ponte sopra la Cavana della Soc. Veneziana Gas   | Rio de Santa Giustina                    | CS      | ...     | Istrischer Stein                   | Flachbogen               |
| 137 | Ponte su Cavana dell’Ospedale (N)                | Fondamente Nove                          | CS      | ...     | Istrischer Putz/Steinziegel        | Segmentbogen             |
| 139 | Ponte del Fontego                                | Rio de San Francesco de la Vigna         | CS      | ...     | Istrischer Putz/Steinziegel        | Segmentbogen             |
| 140 | Ponte de San Francesco o del Nu                  | Rio de San Francesco de la Vigna         | CS      | ...     | Istrischer Putz/Steinziegel        | abgesenkter Segmentbogen |
| 142 | Ponte del Suffragio o del Cristo                 | Rio de San Francesco de la Vigna         | CS      | ...     | Istrischer Putz/Steinziegel        | Segmentbogen             |
| 143 | Ponte de la Ca’ de Dio                           | Rio de la Ca’ di Dio                     | CS      | ...     | Ziegel/Istrischer Stein            | polyzentrisch            |
| 144 | Ponte Erizzo                                     | Rio de la Ca’ di Dio                     | CS      | ...     | Ziegel/Istrischer Stein            | Segmentbogen             |
| 145 | Ponte Storto                                     | Rio de la Ca’ di Dio                     | CS      | ...     | Metall                             | Trapezbogen              |
| 146 | Ponte de la Grana                                | Rio dei Scudi e de la Santa Ternita      | CS      | ...     | Ziegel/Istrischer Stein            | Segmentbogen             |
| 147 | Ponte de l’Arco                                  | Rio dei Scudi e de la Santa Ternita      | CS      | ...     | Metall                             | Flachbogen               |
| 148 | Ponte dei Scudi                                  | Rio dei Scudi e de la Santa Ternita      | CS      | ...     | Ziegel/Istrischer Stein            | Segmentbogen             |
| 149 | Ponte de la Scoazzera                            | Rio dei Scudi e de la Santa Ternita      | CS      | ...     | Istrischer Putz/Steinziegel        | Spitzbogen               |
| 150 | Ponte de l’Arsenal                               | Rio de l’Arsenal                         | CS      | ...     | Ziegel/Istrischer Stein            | Segmentbogen             |
| 151 | Ponte de l’Arsenal de Paradiso                   | Rio de l’Arsenal                         | CS      | ...     | Holz                               | Trapezbogen              |
| 152 | Ponte Ingresso Monumentale Arsenale              | Rio de San Martin                        | CS      | ...     | Ziegel/Istrischer Stein            | Segmentbogen             |
| 153 | Ponte dell’Arsenal detto del Purgatorio          | Rio de San Martin                        | CS      | ...     | Istrischer Putz/Steinziegel        | polyzentrisch            |
| 154 | Ponte dell’Arsenal detto de l’Inferno            | Rio de San Martin                        | CS      | ...     | Ziegel/Istrischer Stein            | polyzentrisch            |
| 155 | Ponte dei Penini                                 | Rio de San Martin                        | CS      | ...     | Metall/Beton                       | Trapezbogen              |
| 156 | Ponte dell’Arsenal detto P. Ar                   | Rio de le Gorne                          | CS      | ...     | Istrischer Putz/Steinziegel        | Segmentbogen             |
| 158 | Ponte de la Veneta Marina                        | Rio de la Tana                           | CS      | ...     | Ziegel/Istrischer Stein            | Segmentbogen             |
| 159 | Ponte de la Tana                                 | Rio de la Tana                           | CS      | ...     | Metall                             | Trapezbogen              |
| 160 | Ponte Novo va in Via Garibaldi                   | Rio de la Tana                           | CS      | ...     | Ziegel/Istrischer Stein            | Segmentbogen             |
| 162 | Ponte San Gioachin                               | Rio de Sant’Ana                          | CS      | ...     | Ziegel/Istrischer Stein            | Segmentbogen             |
| 163 | Ponte Sant’Ana                                   | Rio de Sant’Ana                          | CS      | ...     | Ziegel/Istrischer Stein            | abgesenkter Segmentbogen |
| 164 | Ponte Rielo                                      | Rio de San Daniel                        | CS      | ...     | Ziegel/Istrischer Stein            | Segmentbogen             |
| 165 | Ponte San Daniel                                 | Rielo de San Daniel                      | CS      | ...     | Ziegel/Istrischer Stein            | Segmentbogen             |
| 166 | Ponte San Domenego                               | Rio de Sant’Isepo                        | CS      | ...     | Ziegel/Istrischer Stein            | Segmentbogen             |
| 167 | Ponte dei Giardini                               | Rio de Sant’Isepo                        | CS      | ...     | Ziegel/Istrischer Stein            | Segmentbogen             |
| 168 | Ponte Sant’Isepo                                 | Rio de Sant’Isepo                        | CS      | ...     | Ziegel/Istrischer Stein            | polyzentrisch            |
| 171 | Ponte dei Pompieri di Sant’Elena                 | Rio dei Giardini                         | CS      | ...     | Ziegel/Istrischer Stein            | Segmentbogen             |
| 173 | Ponte del Paludo                                 | Rio dei Giardini                         | CS      | ...     | Metall/Istrischer Stein/Ziegel     | abgesenkter Segmentbogen |
| 174 | Ponte de Quintavale                              | Canal de San Piero                       | CS      | ...     | Holz                               | Flachbogen               |
| 175 | Ponte San Piero                                  | Canal de San Piero                       | CS      | ...     | Metall                             | Trapezbogen              |
| 177 | Ponte de Sant’Elena (Chiesa) di Sacca Sant’Elena | Rio de Sant’Elena                        | Se      | ...     | Holz                               | Trapezbogen              |
| 178 | Ponte 2 dello Stadio                             | Rio de Sant’Elena                        | Se      | ...     | Ziegel/Istrischer Stein            | abgesenkter Segmentbogen |
| 179 | Ponte del Diporto Velico                         | Rio de Sant’Elena                        | Se      | ...     | Holz                               | Trapezbogen              |
| 181 | Ponte de le Erbe                                 | Rio de la Panada                         | CN      | ...     | Ziegel/Istrischer Stein            | abgesenkter Segmentbogen |
| 182 | Ponte de la Panada                               | Rio de la Panada                         | CN      | ...     | Ziegel/Istrischer Stein            | Segmentbogen             |
| 183 | Ponte Panada                                     | Rio de la Panada                         | CN      | ...     | Ziegel/Istrischer Stein            | Segmentbogen             |
| 184 | Ponte SanG.Grisostomo                            | Rio de SanGiovanni Grisostomo            | CN      | ...     | Ziegel/Istrischer Stein            | Rundbogen                |
| 187 | Ponte dei Miracoli                               | Rio dei Miracoli                         | CN      | ...     | Ziegel/Istrischer Stein            | Segmentbogen             |
| 188 | Ponte Santa Maria Nova                           | Rio dei Miracoli                         | CN      | ...     | Ziegel/Istrischer Stein            | Segmentbogen             |
| 189 | Ponte del Piovan o del Volto                     | Rio Widman                               | CN      | ...     | Istrischer Putz/Steinziegel        | Segmentbogen             |
| 190 | Ponte Widmann                                    | Rio Widman                               | CN      | ...     | Ziegel/Istrischer Stein            | Segmentbogen             |
| 192 | Ponte Noris                                      | Rio Widman                               | CN      | ...     | Metall                             | abgesenkter Segmentbogen |
| 193 | Ponte Santi Apostoli                             | Rio dei Santi Apostoli                   | CN      | ...     | Ziegel/Istrischer Stein            | abgesenkter Segmentbogen |
| 194 | Ponte SanCanzian                                 | Rio dei Santi Apostoli                   | CN      | ...     | Ziegel/Istrischer Stein            | Segmentbogen             |
| 195 | Ponte Giustinian                                 | Rio dei Santi Apostoli                   | CN      | ...     | Ziegel/Istrischer Stein            | Segmentbogen             |
| 196 | Ponte de l’Acquaviva                             | Rio dei Gesuiti                          | CN      | ...     | Metall                             | abgesenkter Segmentbogen |
| 197 | Ponte Donà                                       | Rio dei Gesuiti                          | CN      | ...     | Ziegel/Istrischer Stein            | polyzentrisch            |
| 198 | Ponte dei Gesuiti                                | Rio de Santa Caterina                    | CN      | ...     | Ziegel/Istrischer Stein            | Segmentbogen             |
| 199 | Ponte Santa Caterina                             | Rio de Santa Caterina                    | CN      | ...     | Ziegel/Istrischer Stein            | Segmentbogen             |
| 200 | Ponte Molin de la Racheta                        | Rio de Santa Caterina                    | CN      | ...     | Ziegel/Istrischer Stein            | Segmentbogen             |
| 201 | Ponte dei Sartori                                | Rio del Gozzi                            | CN      | ...     | Metall                             | Trapezbogen              |
| 202 | Ponte Sant’Andrea                                | Rio de Sant’Andrea                       | CN      | ...     | Ziegel/Istrischer Stein            | Segmentbogen             |
| 203 | Ponte Corrente                                   | Rio de Sant’Andrea                       | CN      | ...     | Ziegel/Istrischer Stein            | Segmentbogen             |
| 204 | Ponte Priuli                                     | Rio Priuli                               | CN      | ...     | Metall                             | Segmentbogen             |
| 205 | Ponte de le Vele                                 | Rio Priuli                               | CN      | ...     | Holz                               | Trapezbogen              |
| 206 | Ponte Priuli                                     | Rio Priuli                               | CN      | ...     | Metall                             | Trapezbogen              |
| 207 | Ponte Benedetti                                  | Rio Priuli                               | CN      | ...     | Ziegel/Istrischer Stein            | Flachbogen               |
| 209 | Ponte Novo San Felice                            | Rio de San Felice                        | CN      | ...     | Ziegel/Istrischer Stein            | Segmentbogen             |
| 210 | Ponte Ubaldo Belli                               | Rio de San Felice                        | CN      | ...     | Ziegel/Istrischer Stein            | Segmentbogen             |
| 211 | Ponte de la Racheta                              | Rio de San Felice                        | CN      | ...     | Ziegel/Istrischer Stein            | Segmentbogen             |
| 213 | Ponte Pasqualigo                                 | Rio de Noal                              | CN      | ...     | Ziegel/Istrischer Stein            | abgesenkter Segmentbogen |
| 214 | Ponte de la Misericordia                         | Rio de Noal                              | CN      | ...     | Ziegel/Istrischer Stein            | Segmentbogen             |
| 215 | Ponte de l’Ogio                                  | Rio de la Madalena                       | CN      | ...     | Holz                               | Trapezbogen              |
| 216 | Ponte Correr                                     | Rio de la Madalena                       | CN      | ...     | Ziegel/Istrischer Stein            | Spitzbogen               |
| 218 | Ponte Sant’Antonio                               | Rio de la Madalena                       | CN      | ...     | Ziegel/Istrischer Stein            | Segmentbogen             |
| 219 | Ponte SantaFosca                                 | Rio de Santa Fosca                       | CN      | ...     | Ziegel/Istrischer Stein            | abgesenkter Segmentbogen |
| 220 | Ponte Vendramin                                  | Rio de Santa Fosca                       | CN      | ...     | Ziegel/Istrischer Stein            | Segmentbogen             |
| 221 | Ponte Diedo                                      | Rio Grimani                              | CN      | ...     | Istrischer Putz/Steinziegel        | Segmentbogen             |
| 222 | Ponte Moro                                       | Rio Grimani                              | CN      | ...     | Ziegel/Istrischer Stein            | Segmentbogen             |
| 223 | Ponte Zancan                                     | Rio del Trapolin                         | CN      | ...     | Ziegel/Istrischer Stein            | Segmentbogen             |
| 224 | Ponte Storto                                     | Rio de San Marcuola                      | CN      | ...     | Ziegel/Istrischer Stein            | Segmentbogen             |
| 225 | Ponte de l’Anconeta                              | Rio de San Marcuola                      | CN      | ...     | Ziegel/Istrischer Stein            | Segmentbogen             |
| 226 | Ponte San Marziale                               | Rio de la Misericordia                   | CN      | ...     | Ziegel/Istrischer Stein            | abgesenkter Segmentbogen |
| 228 | Ponte de l’Aseo                                  | Rio de la Misericordia                   | CN      | ...     | Ziegel/Istrischer Stein            | Segmentbogen             |
| 229 | Ponte Loredan                                    | Rio de la Misericordia                   | CN      | ...     | Holz                               | Trapezbogen              |
| 230 | Ponte dei Ormesini                               | Rio de la Misericordia                   | CN      | ...     | Ziegel/Istrischer Stein            | abgesenkter Segmentbogen |
| 231 | Ponte del Gheto Novo                             | Rio de la Misericordia                   | CN      | ...     | Metall                             | Trapezbogen              |
| 232 | Ponte San Girolamo                               | Rio de San Girolamo                      | CN      | ...     | Istrischer Putz/Steinziegel        | abgesenkter Segmentbogen |
| 233 | Ponte de le Capuccine                            | Rio de San Girolamo                      | CN      | ...     | Holz                               | Trapezbogen              |
| 234 | Ponte Moro                                       | Rio de Ca’Moro                           | CN      | ...     | Holz                               | Trapezbogen              |
| 235 | Ponte Novo                                       | Rio del Batelo                           | CN      | ...     | Holz/Metall                        | abgesenkter Segmentbogen |
| 236 | Ponte del Batelo                                 | Rio del Batelo                           | CN      | ...     | Holz                               | irregulär                |
| 238 | Ponte del Gheto Vechio                           | Rio del Ghetto Nuovo                     | CN      | ...     | Holz/Metall                        | Flachbogen               |
| 239 | Ponte del Gheto Novissimo                        | Rio del Ghetto Nuovo                     | CN      | ...     | Holz                               | irregulär                |
| 240 | Ponte de le Torete                               | Rio de le Torete                         | CN      | ...     | Istrischer Putz/Steinziegel        | Segmentbogen             |
| 241 | Ponte dei Lustraferi                             | Rio dei Lustraferi                       | CN      | ...     | Ziegel/Istrischer Stein            | Segmentbogen             |
| 242 | Ponte de l’Abazia                                | Rio de la Sensa                          | CN      | ...     | Holz                               | Trapezbogen              |
| 243 | Ponte Corte Vecia                                | Rio de la Sensa                          | CN      | ...     | Ziegel/Istrischer Stein            | abgesenkter Segmentbogen |
| 244 | Ponte dei Mori                                   | Rio de la Sensa                          | CN      | ...     | Ziegel/Istrischer Stein            | abgesenkter Segmentbogen |
| 245 | Ponte del Forno                                  | Rio de la Sensa                          | CN      | ...     | Ziegel/Istrischer Stein            | abgesenkter Segmentbogen |
| 246 | Ponte de la Malvasia                             | Rio de la Sensa                          | CN      | ...     | Ziegel/Istrischer Stein            | abgesenkter Segmentbogen |
| 247 | Ponte Turlona                                    | Rio de la Sensa                          | CN      | ...     | Holz                               | Trapezbogen              |
| 248 | Ponte Contarini o de la Sensa                    | Rio de la Sensa                          | CN      | ...     | Holz                               | polyzentrisch            |
| 249 | Ponte dei Trasti                                 | Rio dei Trasti                           | CN      | ...     | Ziegel/Istrischer Stein            | Segmentbogen             |
| 250 | Ponte Brazzo                                     | Rio Brazzo                               | CN      | ...     | Ziegel/Istrischer Stein            | Segmentbogen             |
| 251 | Ponte dei Muti                                   | Rio dei Muti                             | CN      | ...     | Holz                               | Trapezbogen              |
| 252 | Ponte de la Sacca de la Misericordia             | Rio de la Madona de l’Orto               | CN      | ...     | Istrischer Putz/Steinziegel        | Segmentbogen             |
| 253 | Ponte de la Madona de l’Orto                     | Rio de la Madona de l’Orto               | CN      | ...     | Ziegel/Istrischer Stein            | Segmentbogen             |
| 254 | Ponte Loredan                                    | Rio de la Madona de l’Orto               | CN      | ...     | Holz                               | Trapezbogen              |
| 255 | Ponte Sant’Alvise                                | Rio de Sant’Alvise                       | CN      | ...     | Holz                               | Trapezbogen              |
| 256 | Ponte de San Bonaventura                         | Rio de Sant’Alvise                       | CN      | ...     | Ziegel/Istrischer Stein            | Segmentbogen             |
| 257 | Ponte sulla Cavana (San Bonaventura)             | Rio de Sant’Alvise                       | CN      | ...     | Ziegel/Istrischer Stein            | Rundbogen                |
| 258 | Ponte de le Guglie                               | Canal de Cannaregio                      | CN      | ...     | Ziegel/Istrischer Stein            | abgesenkter Segmentbogen |
| 259 | Ponte dei Tre Archi                              | Canal de Cannaregio                      | CN      | ...     | Ziegel/Istrischer Stein            | Segmentbogen             |
| 260 | Ponte de la Saponela                             | Canal de Cannaregio                      | CN      | ...     | Ziegel/Istrischer Stein            | Segmentbogen             |
| 266 | Ponte Priuli ai Cavalletti                       | Rio de la Crea                           | CN      | ...     | Holz/Metall                        | Trapezbogen              |
| 273 | Ponte Cossetti                                   | Rio de Sant’Andrea de la Zirada          | SC      | ...     | Ziegel                             | Segmentbogen             |
| 274 | Ponte dei Tre Ponti                              | Rio Novo                                 | SC      | ...     | nicht erkannt                      | nicht erkannt            |
| 278 | Ponte della Manifattura Tabacc                   | Rio de le Burchiele                      | SC      | ...     | Metall                             | Segmentbogen             |
| 280 | Ponte de la Cazziola                             | Rio de la Cazziola e de Ca’ Rizzi        | SC      | ...     | Istrischer Stein                   | Spitzbogen               |
| 281 | Ponte da Ca’ Rizzi                               | Rio de la Cazziola e de Ca’ Rizzi        | SC      | ...     | Metall/Istrischer Stein            | Flachbogen               |
| 282 | Ponte Secondo Santa Chiara                       | Rio Novo                                 | SC      | ...     | Metall                             | Segmentbogen             |
| 283 | Ponte Papadopoli                                 | Rio Novo                                 | SC      | ...     | Holz                               | polyzentrisch            |
| 284 | Ponte de la Croze                                | Rio dei Tolentini e de la Crose          | SC      | ...     | Istrischer Stein                   | Segmentbogen             |
| 285 | Ponte dei Tolentini                              | Rio dei Tolentini e de la Crose          | SC      | ...     | Ziegel/Istrischer Stein            | polyzentrisch            |
| 286 | Ponte de San Pantalon                            | Rio de San Pantalon                      | SC      | ...     | Istrischer Putz/Steinziegel        | Segmentbogen             |
| 287 | Ponte Vinante                                    | Rio de San Pantalon                      | SC      | ...     | Holz                               | Segmentbogen             |
| 288 | Ponte de le Sechere                              | Rio de le Muneghete                      | SC      | ...     | Istrischer Putz/Steinziegel        | Rundbogen                |
| 289 | Ponte va al Civico 197/A                         | Rio de le Muneghete                      | SC      | ...     | Ziegel/Istrischer Stein            | Rundbogen                |
| 290 | Ponte Canal o della Lacca                        | Rio de le Muneghete                      | SC      | ...     | Istrischer Putz/Steinziegel        | Rundbogen                |
| 291 | Ponte de la Latte                                | Rio de San Zuane Evangelista             | SC      | ...     | Metall                             | Segmentbogen             |
| 292 | Ponte del Cristo                                 | Rio Marin                                | SC      | ...     | Ziegel/Istrischer Stein            | Rundbogen                |
| 293 | Ponte Cappello                                   | Rio Marin                                | SC      | ...     | Ziegel/Istrischer Stein            | Rundbogen                |
| 294 | Ponte de la Bergama                              | Rio Marin                                | SC      | ...     | Metall/Istrischer Stein            | Flachbogen               |
| 295 | Ponte San Zan Degolà                             | Rio de San Zan Degolà                    | SC      | ...     | Istrischer Putz/Steinziegel        | Segmentbogen             |
| 296 | Ponte del Savio                                  | Rio de San Zan Degolà                    | SC      | ...     | Ziegel/Istrischer Stein            | Segmentbogen             |
| 297 | Ponte de Ruga Vecchia                            | Rio de San Zan Degolà                    | SC      | ...     | Ziegel/Istrischer Stein            | Segmentbogen             |
| 298 | Ponte de Ruga Bella o del Forner                 | Rio de San Zan Degolà                    | SC      | ...     | Ziegel/Istrischer Stein            | Segmentbogen             |
| 300 | Ponte de le Oche                                 | Rio de San Zan Degolà                    | SC      | ...     | Istrischer Putz/Steinziegel        | Segmentbogen             |
| 301 | Ponte del Parucheta                              | Rio de San Giacomo dell’Orio             | SC      | ...     | Istrischer Putz/Steinziegel        | Segmentbogen             |
| 302 | Ponte San Boldo                                  | Rio de San Giacomo dell’Orio             | SC      | ...     | Istrischer Putz/Steinziegel        | Segmentbogen             |
| 303 | Ponte Storto                                     | Rio de San Boldo                         | SC      | ...     | Istrischer Putz/Steinziegel        | Rundbogen                |
| 304 | Ponte del Modena                                 | Rio de San Boldo                         | SC      | ...     | Istrischer Putz/Steinziegel        | Spitzbogen               |
| 305 | Ponte del Forner                                 | Rio de San Boldo                         | SC      | ...     | Metall                             | Flachbogen               |
| 306 | Ponte del Colombo                                | Rio del Megio                            | SC      | ...     | Ziegel/Istrischer Stein            | Spitzbogen               |
| 307 | Ponte del Megio                                  | Rio del Megio                            | SC      | ...     | Istrischer Putz/Steinziegel        | Rundbogen                |
| 308 | Ponte del Tentor                                 | Rio de Ca’ Tron                          | SC      | ...     | x                                  | Rundbogen                |
| 310 | Ponte de la Rioda                                | Rio Mocenigo o de la Rioda o de San Stae | SC      | ...     | Istrischer Putz/Steinziegel        | Rundbogen                |
| 313 | Ponte Giovanelli                                 | Rio Mocenigo o de la Rioda o de San Stae | SC      | ...     | Metall                             | Segmentbogen             |
| 314 | Ponte del Cristo o del Tentor                    | Rio de la Pergola o de Ca’ Pesaro        | SC      | ...     | Ziegel/Istrischer Stein            | Spitzbogen               |
| 315 | Ponte Pesaro                                     | Rio de la Pergola o de Ca’ Pesaro        | SC      | ...     | Istrischer Putz/Steinziegel        | Segmentbogen             |
| 316 | Ponte de Ca’ Pesaro                              | Rio de la Pergola o de Ca’ Pesaro        | SC      | ...     | Istrischer Putz/Steinziegel        | Rundbogen                |
| 317 | Ponte de l’Agnella                               | Rio de Santa Maria Mater Domini          | SC      | ...     | Istrischer Putz/Steinziegel        | Rundbogen                |
| 318 | Ponte Santa M.Mater Domini                       | Rio de Santa Maria Mater Domini          | SC      | ...     | Istrischer Putz/Steinziegel        | Segmentbogen             |
| 319 | Ponte del Ravano                                 | Rio de Santa Maria Mater Domini          | SC      | ...     | Istrischer Putz/Steinziegel        | Spitzbogen               |
| 321 | Ponte de le Tette                                | Rio de San Cassan                        | SC      | ...     | Istrischer Putz/Steinziegel        | Segmentbogen             |
| 322 | Ponte G.Andrea della Croce                       | Rio de San Cassan                        | SC      | ...     | Stahlbeton                         | abgesenkter Segmentbogen |
| 323 | Ponte va al civico 2347                          | Rio de San Cassan                        | SC      | ...     | Metall/Istrischer Stein/Ziegel     | Flachbogen               |
| 324 | Ponte de la Chiesa                               | Rio de San Cassan                        | SC      | ...     | Istrischer Putz/Steinziegel        | Spitzbogen               |
| 325 | Ponte de la Pescaria                             | Rio de le Becarie                        | SP      | ...     | Istrischer Putz/Steinziegel        | Segmentbogen             |
| 327 | Ponte de le Becarie                              | Rio de le Becarie                        | SP      | ...     | Istrischer Putz/Steinziegel        | Segmentbogen             |
| 328 | Ponte de le Do Spade                             | Rio de le Becarie                        | SP      | ...     | Metall                             | Segmentbogen             |
| 329 | Ponte Raspi o Sansoni                            | Rio de le Becarie                        | SP      | ...     | Istrischer Putz/Steinziegel        | Rundbogen                |
| 330 | Ponte Storto                                     | Rio de Sant’Aponal                       | SP      | ...     | Istrischer Putz/Steinziegel        | Segmentbogen             |
| 331 | Ponte de la Furatola                             | Rio de Sant’Aponal                       | SP      | ...     | Istrischer Putz/Steinziegel        | Rundbogen                |
| 333 | Ponte Cavalli                                    | Rio della Madonnetta                     | SP      | ...     | Istrischer Putz/Steinziegel        | polyzentrisch            |
| 334 | Ponte de la Madoneta                             | Rio della Madonnetta                     | SP      | ...     | Istrischer Putz/Steinziegel        | Rundbogen                |
| 335 | Ponte de Ca’ Bernardo                            | Rio de le Do Torre                       | SP      | ...     | Istrischer Putz/Steinziegel        | Rundbogen                |
| 337 | Ponte de Ca’ Dona                                | Rio de Sant’Agostin                      | SP      | ...     | Ziegel/Istrischer Stein            | Segmentbogen             |
| 338 | Ponte SanPolo                                    | Rio de San Polo                          | SP      | ...     | Istrischer Stein                   | Segmentbogen             |
| 340 | Ponte del Traghetto                              | Rio de San Tomá                          | SP      | ...     | Istrischer Putz/Steinziegel        | Rundbogen                |
| 341 | Ponte SanTomá                                    | Rio de San Tomá                          | SP      | ...     | Ziegel/Istrischer Stein            | Segmentbogen             |
| 346 | Ponte dei Frari                                  | Rio dei Frari                            | SP      | ...     | Ziegel/Istrischer Stein            | Segmentbogen             |
| 347 | Ponte SanStin                                    | Rio de San Stin                          | SP      | ...     | Ziegel/Istrischer Stein            | Segmentbogen             |
| 348 | Ponte de la Frescada                             | Rio de la Frescada                       | SP      | ...     | Ziegel/Istrischer Stein            | Segmentbogen             |
| 349 | Ponte de la Dona Onesta                          | Rio de la Frescada                       | SP      | ...     | Metall                             | Segmentbogen             |
| 352 | Ponte de San Rocco                               | Rio de la Frescada                       | SP      | ...     | Istrischer Putz/Steinziegel        | Spitzbogen               |
| 353 | Ponte de la Scuola                               | Rio de la Frescada                       | SP      | ...     | Ziegel/Istrischer Stein            | Rundbogen                |
| 354 | Ponte Foscari                                    | Rio de Ca’ Foscari                       | DD      | ...     | Istrischer Stein                   |                          |
| 355 | Ponte de Santa Margarita                         | Rio de Ca’ Foscari                       | DD      | ...     | Ziegel/Istrischer Stein            | polyzentrisch            |
| 356 | Ponte de la Sbiaca                               | Rio Novo                                 | DD      | …       | Istrischer Stein                   | polyzentrisch            |
| 357 | Ponte de la Ceraria                              | Rio Novo                                 | DD      | ...     | Istrischer Stein                   | polyzentrisch            |
| 358 | Ponte de Ca’ Marcello                            | Rio del Gaffaro e del Malcanton          | SC      | ...     | Ziegel/Istrischer Stein            | Segmentbogen             |
| 359 | Ponte del Gaffaro                                | Rio del Gaffaro e del Malcanton          | SC      | ...     | Istrischer Stein                   | polyzentrisch            |
| 360 | Ponte dei Squartai                               | Rio del Magazen                          | SC      | ...     | Ziegel/Istrischer Stein            | polyzentrisch            |
| 361 | Ponte Zuccato                                    | Rio del Magazen                          | SC      | ...     | Holz/Metall                        | Segmentbogen             |
| 363 | Ponti de Santa Marta                             | Rio de le Terese                         | DD      | ...     | Holz                               | Trapezbogen              |
| 364 | Ponte de le Terese                               | Rio de le Terese                         | DD      | ...     | Ziegel/Istrischer Stein            | Segmentbogen             |
| 365 | Ponte San Nicolò                                 | Rio de San Nicolò dei Mendicoli          | DD      | ...     | Istrischer Putz/Steinziegel        | Segmentbogen             |
| 368 | Ponte Santa Maria Maggiore                       | Rio de Santa Maria Maggior               | SC      | ...     | Ziegel/Istrischer Stein            | Spitzbogen               |
| 369 | Ponte da Ca’ Rizzi                               | Rio de Santa Maria Maggior               | SC      | ...     | Istrischer Stein                   | Segmentbogen             |
| 370 | Ponte del Pagan                                  | Rio Novo                                 | SC      | ...     | Ziegel/Istrischer Stein            | Segmentbogen             |
| 372 | Ponte dei Ragusei                                | Rio del Tentor                           | DD      | ...     | Metall                             | abgesenkter Segmentbogen |
| 373 | Ponte Rosso                                      | Rio del Tentor                           | DD      | ...     | Istrischer Stein                   | polyzentrisch            |
| 375 | Ponte dei Guardiani                              | Rio del Tentor                           | DD      | ...     | Metall                             | abgesenkter Segmentbogen |
| 377 | Ponte Storto                                     | Rio del Tentor                           | DD      | ...     | Ziegel/Holz/Beton/istrischer Stein | Trapezbogen              |
| 378 | Ponte de la Madona                               | Rio del Tentor                           | DD      | ...     | Holz                               | Trapezbogen              |
| 379 | Ponte Briati                                     | Rio Briati                               | DD      | ...     | Ziegel/Istrischer Stein            | Segmentbogen             |
| 380 | Ponte de la Piova                                | Rio de l’Anzolo Rafael                   | DD      | ...     | Ziegel/Istrischer Stein            | Segmentbogen             |
| 382 | Ponte del Soccorso                               | Rio dei Carmini                          | DD      | ...     | Ziegel/Istrischer Stein            | Segmentbogen             |
| 383 | Ponte Foscarini                                  | Rio de Santa Margherita                  | DD      | ...     | Ziegel/Istrischer Stein            | abgesenkter Segmentbogen |
| 384 | Ponte su cavana dell’ENEL                        | Rio de Santa Margherita                  | DD      | ...     | Ziegel/Istrischer Stein            | Segmentbogen             |
| 385 | Ponte del Forno                                  | Rio de Santa Margherita                  | DD      | ...     | Ziegel/Istrischer Stein            | polyzentrisch            |
| 386 | Ponte Renier                                     | Rio de Santa Margherita                  | DD      | ...     | Metall                             | Segmentbogen             |
| 387 | Ponte de la Maddalena                            | Rio de San Sebastian e San Basegio       | DD      | ...     | Ziegel/Istrischer Stein            | Segmentbogen             |
| 388 | Ponte San Sebastian                              | Rio de San Sebastian e San Basegio       | DD      | ...     | Ziegel/Istrischer Stein            | Segmentbogen             |
| 389 | Ponte San Basegio                                | Rio de San Sebastian e San Basegio       | DD      | ...     | Ziegel/Istrischer Stein            | polyzentrisch            |
| 390 | Ponte Molin                                      | Rio de San Sebastian e San Basegio       | DD      | ...     | Holz                               | Trapezbogen              |
| 391 | Ponte SanBarnaba                                 | Rio de San Barnaba                       | DD      | ...     | Istrischer Putz/Steinziegel        | Segmentbogen             |
| 392 | Ponte dei Pugni                                  | Rio de San Barnaba                       | DD      | ...     | Istrischer Putz/Steinziegel        | abgesenkter Segmentbogen |
| 393 | Ponte de le Pazienze                             | Rio de l’Avogaria                        | DD      | ...     | Ziegel/Istrischer Stein            | Segmentbogen             |
| 394 | Ponte de l’Avogaria                              | Rio de l’Avogaria                        | DD      | ...     | Istrischer Putz/Steinziegel        | Spitzbogen               |
| 395 | Ponte Sartorio                                   | Rio dei Ognisanti                        | DD      | ...     | Ziegel/Istrischer Stein            | Segmentbogen             |
| 397 | Ponte Cortelotto                                 | Rio dei Ognisanti                        | DD      | ...     | Stahlbeton                         | abgesenkter Segmentbogen |
| 398 | Ponte Canal                                      | Rio dei Ognisanti                        | DD      | ...     | Holz                               | Trapezbogen              |
| 399 | Ponte Trevisan                                   | Rio dei Ognisanti                        | DD      | ...     | Istrischer Putz/Steinziegel        | Segmentbogen             |
| 400 | Ponte de la Scoazzera                            | Rio dei Ognisanti                        | DD      | ...     | Ziegel/Istrischer Stein            | Segmentbogen             |
| 401 | Ponte del Malpaga                                | Rio del Malpaga                          | DD      | ...     | Istrischer Putz/Steinziegel        | Segmentbogen             |
| 402 | Ponte Lombardo                                   | Rio del Malpaga                          | DD      | ...     | Ziegel/Istrischer Stein            | Segmentbogen             |
| 403 | Ponte de leTurchette                             | Rio del Malpaga                          | DD      | ...     | Istrischer Putz/Steinziegel        | Segmentbogen             |
| 404 | Ponte Ognissanti                                 | Rio del Malpaga                          | DD      | ...     | Istrischer Putz/Steinziegel        | polyzentrisch            |
| 405 | Ponte de le Romite                               | Rio de le Romite                         | DD      | ...     | Istrischer Putz/Steinziegel        | Segmentbogen             |
| 406 | Ponte de Borgo                                   | Rio de le Romite                         | DD      | ...     | Istrischer Putz/Steinziegel        | Segmentbogen             |
| 407 | Ponte del Squero                                 | Rio de la Toletta                        | DD      | ...     | Istrischer Putz/Steinziegel        | Rundbogen                |
| 408 | Ponte de la Toletta                              | Rio de la Toletta                        | DD      | ...     | Ziegel/Istrischer Stein            | Spitzbogen               |
| 409 | Ponte de le Maravegie                            | Rio de San Trovaso                       | DD      | ...     | Istrischer Putz/Steinziegel        | Segmentbogen             |
| 410 | Ponte SanTrovaso                                 | Rio de San Trovaso                       | DD      | ...     | Istrischer Putz/Steinziegel        | Segmentbogen             |
| 411 | Ponte Lungo                                      | Rio de San Trovaso                       | DD      | ...     | Istrischer Stein                   | polyzentrisch            |
| 412 | Ponte de la Calcina                              | Rio de San Vio                           | DD      | ...     | Istrischer Putz/Steinziegel        | Segmentbogen             |
| 413 | Ponte de Mezzo                                   | Rio de San Vio                           | DD      | ...     | Ziegel/Istrischer Stein            | Segmentbogen             |
| 414 | Ponte de SanVio                                  | Rio de San Vio                           | DD      | ...     | Istrischer Stein                   | polyzentrisch            |
| 416 | Ponte San Cristofolo                             | Rio de le Toresele                       | DD      | ...     | Ziegel/Istrischer Stein            | Rundbogen                |
| 417 | Ponte del Formager                               | Rio de le Toresele                       | DD      | ...     | Istrischer Putz/Steinziegel        | Segmentbogen             |
| 418 | Ponte ai Incurabili                              | Rio de le Toresele                       | DD      | ...     | Ziegel/Istrischer Stein            | Rundbogen                |
| 419 | Ponte Ca’ Balà                                   | Rio de la Fornasa                        | DD      | ...     | Istrischer Stein                   | Segmentbogen             |
| 420 | Ponte de Mezzo o Santi                           | Rio de la Fornasa                        | DD      | ...     | Istrischer Stein                   | polyzentrisch            |
| 421 | Ponte San Gregorio                               | Rio de la Fornasa                        | DD      | ...     | Ziegel/Istrischer Stein            | Rundbogen                |
| 422 | Ponte de l’Abazia                                | Rio de la Salute                         | DD      | ...     | Holz                               | Segmentbogen             |
| 424 | Ponte de la Salute                               | Rio de la Salute                         | DD      | ...     | Istrischer Stein                   | polyzentrisch            |
| 425 | Ponte de l’Umiltà                                | Rio de la Salute                         | DD      | ...     | Ziegel/Istrischer Stein            | Rundbogen                |
| 427 | Ponte senza Nome                                 | Rio de Sacca Fisola                      | GD      | ...     | Holz                               | Trapezbogen              |
| 428 | Ponte San Gerardo                                | Rio de Sacca Fisola                      | GD      | ...     | Holz/Metall                        | Flachbogen               |
| 429 | Ponte dei Lavraneri                              | Rio dei Lavraneri                        | GD      | ...     | Holz                               | Trapezbogen              |
| 430 | Ponte Priuli                                     | Rio de San Biagio                        | GD      | ...     | Sichtbeton                         | abgesenkter Segmentbogen |
| 431 | Ponte de le Convertite                           | Rio delle Convertite                     | GD      | ...     | Holz                               | Trapezbogen              |
| 432 | Ponte Sant’Eufemia                               | Rio de Sant’Eufemia                      | GD      | ...     | Ziegel/Istrischer Stein            | Segmentbogen             |
| 434 | Ponte San Cosmo o Lagoscuro                      | Rio de Sant’Eufemia                      | GD      | ...     | Schichtholz                        | abgesenkter Segmentbogen |
| 435 | Ponte Piccolo                                    | Rio del Ponte Piccolo                    | GD      | ...     | Metall                             | Flachbogen               |
| 437 | Ponte de le Scuole                               | Rio del Ponte Piccolo                    | GD      | ...     | Ziegel/Istrischer Stein            | Segmentbogen             |
| 438 | Ponte de la Palada                               | Rio della Palada                         | GD      | ...     | Holz                               | Trapezbogen              |
| 439 | Ponte Sant’Angelo                                | Rio della Palada                         | GD      | ...     | Holz                               | Trapezbogen              |
| 440 | Ponte Longo                                      | Rio del Ponte Longo                      | GD      | ...     | Metall                             | abgesenkter Segmentbogen |
| 442 | Ponte de la Croze                                | Rio della Croce                          | GD      | ...     | Ziegel/Istrischer Stein            | Segmentbogen             |
| 444 | Ponte Novo de la Crea                            | Rio de la Crea                           | CN      | ...     | Ziegel/Istrischer Stein            | Segmentbogen             |
| 445 | Ponte Nuovo dello Stadio                         | Rio de Sant’Elena                        | Se      | ...     | Holz                               | Trapezbogen              |
| 446 | Ponte Novo de l’Ospizio Da Ponte                 | Rio de la Crea                           | CN      | ...     | Holz                               | Trapezbogen              |
| 447 | Ponte de la Costituzione                         | Canal Grande                             | SC/CN   | 2008    | Stahl                              | Segmentbogen             |
| 448 | Ponte Valeria Solesin                            | Rio della Crea                           | CN      | ...     | Stahl                              | Segmentbogen             |
| 450 | Ponte Interno alla Stazione Marittima            | Rio de San Nicolò dei Mendicoli          | DD      | ...     | nicht erkannt                      | Flachbogen               |
| 456 | Ponte de l’Anatomia                              | Rio de San Zan Degolà                    | SC      | ...     | Ziegel/Istrischer Stein            | Segmentbogen             |
| 457 | Ponte Sant’Agostin                               | Rio de Sant’Agostin                      | SP      | ...     | Istrischer Putz/Steinziegel        | Segmentbogen             |
| 458 | Ponte de l’Anzolo Rafael                         | Rio de l’Anzolo Rafael                   | DD      | ...     | Ziegel/Istrischer Stein            | Segmentbogen             |
| 459 | Ponte Novo de Ca’ Rezzonico                      | Rio de San Barnaba                       | DD      | ...     | Holz/Metall                        | Rundbogen                |
| 460 | Passerella de la Crea                            | Rio della Crea                           | CN      | ...     | ...                                | ...                      |
| 464 | Ponte delle Remiere                              | Ramo 2° de Sacca Fisola                  | GD      | ...     | ...                                | ...                      |
| 465 | Ponte de le Vergini/San Daniele                  | Rio delle Vergini                        | CS      | ...     |                                    | Segmentbogen             |
| 466 | Ponte dei Scorzeri                               | Rio dei Scorzeri                         | GD      | ...     | ...                                | ...                      |

## Sonderfälle
- Die Verbindung zur Terraferma bilden die 1846 eröffnete Eisenbahnbrücke und die zwischen 1931 und 1933 erbaute Straßenbrücke Ponte Littorio, 1945 umbenannt in Ponte della Libertà (italienisch für ‚Freiheitsbrücke‘). Zwischen 1965 und 1973 wurde beim viergleisigen Ausbau der Eisenbahnstrecke zwischen Venedig und dem Festland zusätzlich eine zweite Eisenbahnbrücke neben der alten errichtet.
- Ponte dei Sospiri (eine Bautenverbindungsbrücke über den Rio di Palazzo)
- Ponte Storto (Schräge Brücke) ist der Name zehn verschiedener Brücken in Venedig